# Urodacus hartmeyeri
Espèce
Urodacus hartmeyeri est une espèce de scorpions de la famille des Scorpionidae.

## Distribution
Cette espèce est endémique d'Australie-Occidentale. Elle se rencontre dans la zone côtière de Hamel dans le Peel au North West Cape dans le Gascoyne.

## Description
La femelle syntype mesure 76 mm.
Le mâle décrit par Koch en 1977 mesure 103 mm.

## Étymologie
Cette espèce est nommée en l'honneur de Robert Hartmeyer.

## Publication originale
- Kraepelin, 1908 : « Scorpiones. » Die Fauna Sudwest-Australiens, W. Michaelsen and R. Hartmeyer eds., G. Fischer, Jena, vol. 2, no 7, p. 87-104 (texte intégral).